# Ernest Meighan
Ernest Meighan (nascido em 15 de junho de 1971) é um ex-ciclista belizenho.

## Olimpíadas
Competiu pelo Belize no ciclismo de estrada dos Jogos Olímpicos de Verão de 1992.